# Plafond de ressources de la C2S
Le plafond de ressources de la C2S est, en France, le montant que les ressources d'une personne ne doivent pas dépasser pour qu'elle puisse bénéficier de la protection complémentaire dite Complémentaire santé solidaire (C2S), précédemment appelée Couverture maladie universelle complémentaire (CMU-C). Ce plafond est défini par l'article L. 861-1 du code de la sécurité sociale.
Il est également utilisé pour l'attribution d'autres prestations sociales, telles que le tarif de première nécessité ou l'aide médicale d'État (AME).

## Montant du plafond
À l'origine, le montant de ce plafond est fixé par l'article D. 861-1 du code de la sécurité sociale. Il est révisé chaque année par décret pour tenir compte de la hausse des prix. La loi de finances pour 2003 prévoit que cette révision a lieu le 1er juillet et précise ses modalités. La loi de financement de la sécurité sociale pour 2007 précise de quelle manière le montant du plafond est arrondi.
La loi de financement de la sécurité sociale pour 2016 déplace la révision du 1er juillet au 1er avril, dispose qu'elle est constatée par arrêté et non plus fixée par décret, et renvoie son calcul au coefficient mentionné à l'article L. 161-25 du code de la sécurité sociale, lequel est indexé, par la loi de finances pour la même année, sur l'indice des prix à la consommation de l'INSEE, hors tabac.

## Montant successifs
Pour une personne seule, ce plafond a ainsi été de :
| Date d'application | Montant annuel        | Montant mensuel    | Date du décret    | Date du décret |
| ------------------ | --------------------- | ------------------ | ----------------- | -------------- |
| 1er janvier 2000   | 42 000 F = 6 402,86 € | 3 500 F = 533,57 € | 1er décembre 1999 | [ α ]          |
|                    | 43 200 F = 6 585,80 € | 3 600 F = 548,82 € | 9 janvier 2001    | [ β ]          |
|                    | 6 744,00 €            | 562,00 €           | 15 février 2002   | [ γ ]          |
| 1er juillet 2003   | 6 798,00 €            | 566,50 €           | 26 août 2003      | [ δ ]          |
| 1er juillet 2004   | 6 913,57 €            | 576,13 €           | 21 septembre 2004 | [ ε ]          |
| 1er juillet 2005   | 7 045,97 €            | 587,16 €           | 28 octobre 2005   | [ ζ ]          |
| 1er juillet 2006   | 7 178,79 €            | 598,23 €           | 13 juillet 2006   | [ η ]          |
| 1er juillet 2007   | 7 272,10 €            | 606,01 €           | 10 juillet 2007   | [ θ ]          |
| 1er juillet 2008   | 7 446,64 €            | 620,55 €           | 27 juin 2008      | [ ι ]          |
| 1er juillet 2009   | 7 521,11 €            | 626,76 €           | 16 octobre 2009   | [ κ ]          |
| 1er juillet 2010   | 7 611,36 €            | 634,28 €           | 20 septembre 2010 | [ λ ]          |
| 1er juillet 2011   | 7 771,20 €            | 647,60 €           | 26 août 2011      | [ μ ]          |
| 1er juillet 2012   | 7 934,40 €            | 661,20 €           | 25 septembre 2012 | [ ν ]          |
| 1er juillet 2013   | 8 592,96 €            | 716,08 €           | 17 juin 2013      | [ ξ ]          |
| 1er juillet 2014   | 8 644,52 €            | 720,38 €           | 7 juillet 2014    | [ ο ]          |
| 1er avril 2016     | 8 653,16 €            | 721,10 €           | 18 mars 2016      | [ π ]          |
| 1er avril 2017     | 8 723,00 €            | 726,92 €           | 7 avril 2017      | [ ρ ]          |
| 1er avril 2018     | 8 810,00 €            | 734,17 €           | 26 mars 2018      | [ σ ]          |
| 1er avril 2019     | 8 951,00 €            | 745,92 €           | 23 mars 2019      | [ τ ]          |
| 1er avril 2020     | 9 032,00 €            | 752,67 €           | 1er avril 2020    | [ υ ]          |
| 1er avril 2021     | 9 041,00 €            | 753,42 €           | 29 mars 2021      | [ φ ]          |
| 1er avril 2022     | 9 203,00 €            | 766,92 €           | 24 mars 2022      | [ χ ]          |
| 1er avril 2023     | 9 719,00 €            | 809,92 €           | 30 mars 2023      | [ ψ ]          |
| 1er avril 2024     | 10 166,00 €           | 847,17 €           | 26 mars 2024      | [ ω ]          |

## Majoration
Ce plafond varie selon la composition du foyer et le nombre de personnes à charge ; l'article R. 861-2 du code de la sécurité sociale définit le foyer et l'article R. 861-3 prévoit de quelle manière le plafond est majoré.
Depuis le 1er septembre 2003, il est également majoré dans les départements mentionnés à l'article L. 751-1 du code de la sécurité sociale, c'est-à-dire les départements d'outre-mer, où les prix sont plus élevés qu'en métropole. Cette majoration s'est élevée à 10,8 % jusqu'au 1er juillet 2007, avant de passer à 11,3 %.

## Ressources prises en compte
Les ressources prises en compte sont définies par les articles R. 861-4 à R. 861-10 du code de la sécurité sociale.